# Sarasara
Sarah Filleur, connue sous le pseudonyme de Sarasara, née le 28 janvier 1986 à Fourmies, est une auteure-compositrice-interprète, DJ et réalisatrice française. 
Sa carrière musicale démarre grâce à la reprise du tube Heroes de David Bowie qu'elle réalise et auto-produit en 2014. Dès lors elle s'installe au Royaume-Uni pour entamer une collaboration avec Matthew Herbert, DJ et compositeur britannique . Elle signe avec lui l'album en 2016 Amor Fati, produit par le label de l'artiste Björk, One little indian. Au succès que rencontre le disque s'ajoute la reconnaissance de la presse. The Guardian introduit Sarasara dans sa sélection des 50 futures stars montantes de la musique indépendante, les magazines Clash, Rolling Stone et Tsugi s'enthousiasment pour son style. Son travail s'appuie sur des genres musicaux très divers passant de la musique électro au trip hop, R&B, à l’industriel.

## Biographie

### Enfance et débuts de carrière
Sarah Filleur naît à Fourmies, dans le Nord, le 28 janvier 1986. Sa mère, Zineb Ben Elrhiatia, quitte le Maroc pour se rendre à Paris à l'âge de 16 ans, à la suite du décès de ses parents, travaillant comme femme de ménage, elle deviendra ensuite propriétaire d'une poissonnerie. Son père, Pascal Filleur, est alors directeur marketing pour le fabricant de cave à vin français, EuroCave. Le couple se rencontre à Paris en 1980, alors que le père de Sarah sert dans l'armée. Ils tombent amoureux, se marient, déménagent dans le nord de la France et ont Sarah, leur unique enfant. Tragiquement, les parents de Sarah décèdent dans un accident de voiture à Eppe-Sauvage alors qu'elle n'a que 14 ans. Elle part alors vivre chez sa grand-mère, elle-même mère de 15 enfants. Le grand-père de Sarah décède d'un cancer en 2003. À peine un an plus tard, lors d'un séjour à Madrid, sa grand-mère décède à son tour. Sarah retourne alors dans la maison de ses parents pour y vivre en tant que « mineur émancipé ». Les tragédies successives qu'elle a vécues l'ont amenée à repenser sa carrière. Ayant rêvé d'une carrière dans l'astrophysique, elle décide de changer de voie et poursuivre une carrière dans le monde des affaires dans le but de devenir financièrement autonome. Elle s'inscrit à l'Université de Valenciennes pour étudier les Langues Étrangères Appliquées au commerce international puis décroche le master en stratégie d'entreprise du groupe Institut supérieur européen de gestion. Après avoir obtenu son diplôme, elle travaille en tant que responsable de business unit dans une entreprise informatique à Lille, spécialisée dans les applications mobiles.
Après avoir étudié la musique et le piano dans son enfance, puis le chant lyrique à l'adolescence, à la suite des encouragements de son professeur de littérature, ce n'est qu'en 2014 que Sarah Filleur commence à envisager la musique comme possible voie de carrière. Durant ce temps, ses goûts musicaux ont été profondément influencés par la scène de la musique électronique. Entrant dans une boîte de nuit pour la première fois en Belgique à l'âge de 15 ans, elle a décrit l'expérience[Où ?] comme une révélation. Elle se retrouve rapidement à fréquenter les clubs chaque week-end, inspirée par le sens de communauté et de la joie procurée par le partage de la musique. Elle tombe amoureuse de La Bush, l’un des plus célèbres clubs de Belgique, et effectue fréquemment un trajet aller-retour de 4 heures depuis le nord de la France. Sa passion pour la scène de la musique électronique l'encourage à construire son tout premier studio dans l'ancienne chambre de ses parents et à acheter ses premières platines Technics et collection de disques.
Elle commence alors à se produire en tant que DJ dans des clubs locaux et se retrouve très vite à produire de la musique techno pour ses amis en utilisant des beats programmés et des samples vocaux. En 2015, elle publie une reprise auto-produite de Heroes de David Bowie. La popularité de cette sortie l'encourage à écrire et à programmer ses propres chansons. Plus tard cette année-là, elle contacte le musicien électronique britannique Matthew Herbert avec une série de démos auto-produites. Herbert accepte de collaborer avec elle sur la production de son premier EP. Après avoir longtemps été influencée et inspirée par Björk, elle contacte son label, One Little Indian. En janvier 2016, Derek Birkett, directeur général de One Little Indian, signe Sarasara et lui offre son premier contrat de disque.

### 2016-2018:Amor Fati

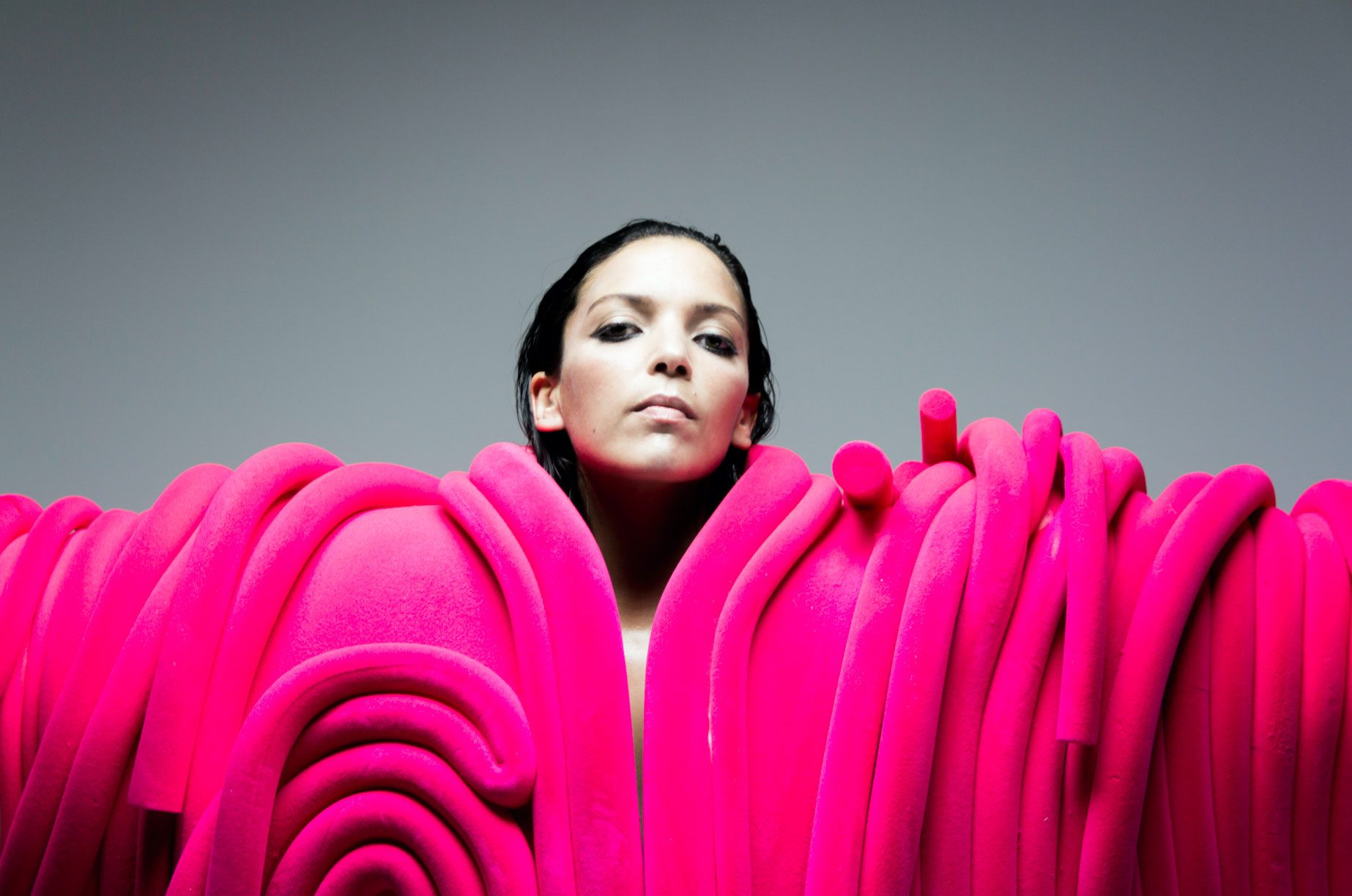
Sarasara pour The Guardian

Le premier album studio de Sarasara, Amor Fati, sort le 11 novembre 2016. Le titre s’inspire de la philosophie de Nietzsche, et en particulier de son roman Ainsi parlait Zarathoustra. Amor Fati peut se traduire par « amour du destin » ou « amour de la destinée ». Pour Sarah Filleur, Amor Fati signifie aller au-delà de la simple acceptation de son destin. Il s'agit de créer son propre destin - l'atteindre, l'attirer. Dans une interview pour The 405, la chanteuse a expliqué que « pour créer son destin, il faut travailler avec l'instinct - trouver la volonté de puissance dans sa propre conscience, en écoutant son corps ». Le premier album comporte quatre singles : Euphoria, Supernova, Sun et Love, et a suscité l'éloge de la critique. The Guardian sélectionne Sarasara pour sa chronique « New Band of the Week »,. L'album reçoit une note de 8/10 chez Clash. La sortie d' Amor Fati est suivi d'une tournée internationale, avec des dates à Paris, Londres, Copenhague, Amsterdam, Los Angeles, New York et des festivals tels que The Great Escape, le Printemps de Bourges, MaMa Paris et SXSW (y compris le SXSW Hackathon) à Austin.

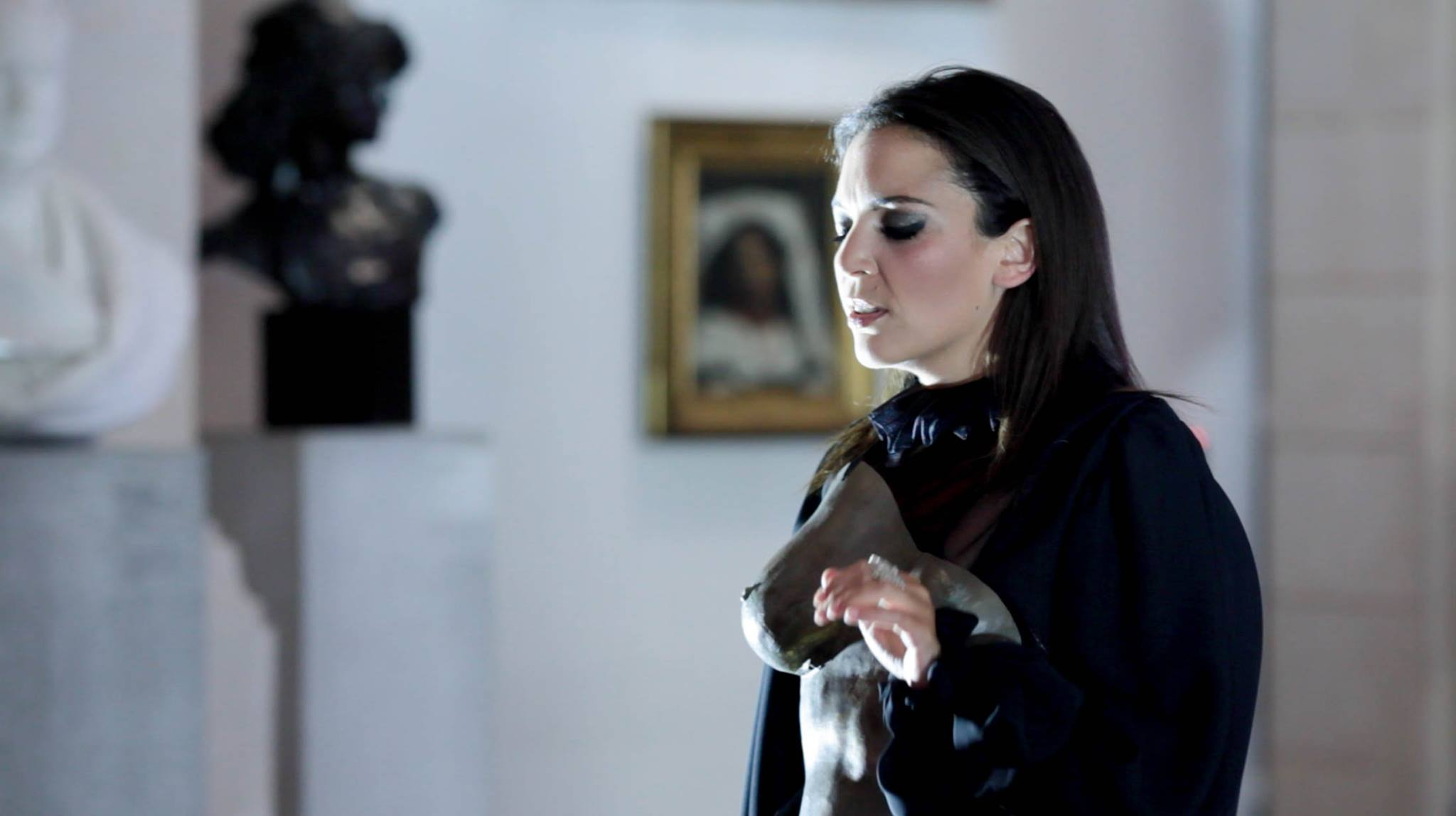
Sarasara se produisant au Palais des Beaux Arts de Lille en France

Exactement un an après la sortie d'Amor Fati, Sarasara sort Amor Fati, The A cappella album, une recomposition de l'album original en collaboration avec des interprètes vocaux français. Enregistré dans la galerie des sculptures du Palais des Beaux-Arts de Lille, cet album intègre des influences diverses, du gospel à la soul, en passant par le rap, l'opéra et le beatbox. Amor Fati Remixes EP sort également plus tard cette année là, incluant des remixes de Matthew Herbert, Susso, Crewdson et Earth is Flat. Une version de luxe sort également en mars 2018.

## Discographie

### Albums
- Amor Fati (2016)
- Amor Fati The A Cappella Album (2017)

### Remixe
- Hannah Peel - Particule D2 (Sarasara remix) extrait de Particle in Space EP (2018)